# ديفيد غرينجر
ديفيد غرينجر (بالإنجليزية: David Grainger)‏ هو عالم بريطاني، ولد في 12 أكتوبر 1966.